# Lusk (Wyoming)
Lusk város az USA Wyoming államában. Lakosainak száma 1541 fő (2020. április 1.).

## Népesség
A település népességének változása:

| 2010 | 1 567 |
| 2020 | 1 541 |